# Cichorium spinosum
Cichorium spinosum — вид квіткових рослин з родини айстрових (Asteraceae).

## Морфологічна характеристика
Це дворічна/багаторічна рослина заввишки до 18 см.

## Поширення
Середземномор'я: Кіпр, Греція [у т. ч. Крит], Італія, Лівія, Сицилія, Іспанія, Туреччина.